# Torres Vedras
Torres Vedras là một huyện thuộc tỉnh Lisboa, Bồ Đào Nha. Huyện này có diện tích 407 km², dân số thời điểm năm 2001 là 72250 người.